# إدارة السياسة النشطة
إدارة السياسة النشطة (بالإنجليزية: Active policy management)‏ هي برنامج خاص بالمؤسسات موجه نحو الأعمال التجارية يوفر نهجًا للتعامل بكفاءة وفعالية مع العديد من المخاطر الكامنة في الاتصالات الإلكترونية.
مع نمواستخدام الاتصالات الإلكترونية بشكل هائل، تتعرض العديد من الشركات لمخاطر كبيرة يوميا من هذا الباب. يمكن تصنيف ضمن هذه المخاطر: عدم الامتثال للقوانين أو القواعد المُنظِمة المختلفة، أوتسريب الملكية الفكرية ، أوحتى سلوك الموظف غير المناسب أو المسيء.
دور إدارة السياسة النشطة هو تمكين الشركة من اكتشاف الانتهاكات بدقة، واتخاذ الإجراءات المناسبة (والتي قد تصل إلى منع إرسال الرسالة) ، واكتشاف الانتهاك ومراجعته بسرعة من أجل معالجة الموقف قبل أن يستفحل خطره، ومنع المزيد من الضرر أو التلف بمصالح الشركة.
هناك العديد من قنوات الاتصال الإلكتروني بما في ذلك البريد الإلكتروني ، والبريد الإلكتروني المستند إلى واجهات الويب ، والرسائل الفورية، والرسائل المرسلة من محطة بلومبيرج، والبريد الإلكتروني المحمول المرسل من جهاز محمول باليد مثل بلاك بيري ، والاستخدام العام لمتصفح الانترنت، وبروتوكول نقل الملفات ونسخ الملفات (مثل بطاقات الذاكرة) وغيرها .

## سياسة الاتصالات الإلكترونية
إن مفتاح الكشف الفعال عن الانتهاكات في الاتصالات الإلكترونية هو سياسة الاتصالات الإلكترونية المتبعة، والتي تُحدِّد من يمكنه إرسال ماذا إلى من، وإذا تم اكتشاف انتهاك، فما الإجراء الذي يجب اتخاذه. لذا يتم تحديد السياسة لمعالجة مشاكل أو مخاطر معينة مثلا:
- لا يمكن إرسال تقارير معينة خارجيًا دون وجود إخلاء مسؤولية مناسب يرافق هذا الإرسال
- لا يستطيع بعض الموظفين التواصل بشأن مسألة تجارية مع موظفين آخرين
- يُمنع ُ إرسال المستندات المخصصة للاستخدام الداخلي المحض إلى مستلم ليس موظفًا في الشركة نفسها

لا يمكن للسياسة أن تكون فعالة في تحديد الانتهاكات إلا إذا تمكنت من فهم الهدف الحقيقي للرسالة المتداولة. لذلك لا يمكن للسياسات التي تستند فقط إلى تحليل للمحتوى باعتماد قائمة كلمات أو معجم أن تؤدي هذه المهمة على أكمل وجه.
لكي يكون أي حل من حلول إدارة السياسة النشطة فعالاً، يجب أن يكون لديه تقنية مُجَرَّبة لتحديد ونشر سياسة دقيقة. والمقصود بتقنية مُجَرَّبة أي أن يكون هناك تثبيت ناجح لحل معين من هذه الحلول لدى متعامل (شركة) أو أكثر.

## مجالات التطبيق
لإدارة السياسة النشطة ثلاثة مجالات تطبيق أولية:
- المنع في الوقت الفعلي: يمكن لميزة الحماية في الوقت الفعلي اكتشاف الانتهاكات في الاتصالات الإلكترونية قبل إرسال الرسالة (وقبل تسليمها إلى المستلم المقصود) ، ليتم منع حدوث انتهاك.
- المراجعة الذكية: يمكن للمراجعة الذكية اكتشاف الانتهاكات في الاتصالات الإلكترونية بعد إرسال الرسالة. تعمل المراجعة الذكية أيضًا على إنشاء قوائم انتظار تستهدف الرسائل التي من المحتمل جدًا أن تنتهك سياسة مؤسسية أو تنظيمية مهمة. يمكن للمُراجِع أو المُشرِف الوصول بسهولة إلى هذه الرسائل ذات الصلة من أجل التحقق بدقة من محتواها. يمكن أن يتضمن التحقيق وضع ترميز على رسالة وإرسالها والموافقة عليها أورفضها وتصعيدها إلى مسؤول أعلى إذا اقتضى الأمر.
- وضع الترميز الذكي: يعمل الترميز الذكي على تحليل الرسائل وتصنيفها إلى فئات. يمكن استخدام هذا التصنيف لأرشفة الرسائل الانتقائية، وللاحتفاظ بالرسائل بناءً على محتواها، ولتعزيز استرجاع الرسائل لأغراض التحقيق لاحقا.